# Sort høst
Pour plus de détails, voir Fiche technique et Distribution.
Sort høst est un film danois réalisé par Anders Refn, sorti en 1993.

## Fiche technique
- Titre : Sort høst
- Réalisation : Anders Refn
- Scénario : Anders Refn et Flemming Quist Møller d'après le roman de Gustav Wied
- Pays d'origine : Danemark
- Genre : drame
- Date de sortie : 1993

## Distribution
- Ole Ernst : Nils Uldahl-Ege
- Sofie Gråbøl : Clara Uldahl-Ege
- Marika Lagercrantz : Line Uldahl-Ege
- Philip Zandén : Isidor Seemann
- Cecilie Brask : Frederikke Uldahl-Ege
- Mette Maria Ahrenkiel : Charlotte Uldahl-Ege
- Anna Eklund : Anna Uldahl-Ege
- Lisbet Dahl : Lig-Johanna
- Pernille Højmark : Jomfru Helmer
- Vera Gebuhr : Frue
- Paprika Steen : Pige på Ravnsholt